# Coppa Intertoto UEFA 2005
La Coppa Intertoto UEFA 2005 vede vincitrici l'Amburgo, il Lens e l'Olympique Marsiglia, le quali accedono alla Coppa UEFA 2005-2006.

## Primo turno
Andata 18 e 19 giugno, ritorno 25 e 26 giugno.
| Squadra 1          | Totale | Squadra 2          | Andata | Ritorno |
| ------------------ | ------ | ------------------ | ------ | ------- |
| Beitar Gerusalemme | 6-4    | Sileks Kratovo     | 4-3    | 2-1     |
| Valletta           | 2-7    | Budućnost          | 0-5    | 2-2     |
| Slaven Belupo      | 2-0    | Drava Ptuj         | 1-0    | 1-0     |
| Dinamo Tirana      | 3-5    | Varteks Varaždin   | 2-1    | 1-4     |
| Tiligul            | 2-9    | Pogoń Stettino     | 0-3    | 2-6     |
| Victoria Rosport   | 2-5    | IFK Göteborg       | 1-2    | 1-3     |
| Bohemians          | 2-3    | Gent               | 1-0    | 1-3     |
| Trans Narva        | 1-2    | Lokeren            | 0-2    | 1-0     |
| Ararat             | 1-9    | Neuchâtel Xamax    | 1-3    | 0-6     |
| Skála ÍF           | 0-3    | Tampere Utd        | 0-2    | 0-1     |
| Vasas              | 0-2    | ZTS Dubnica        | 0-0    | 0-2     |
| Olympiakos Nicosia | 0-16   | Gloria Bistrița    | 0-5    | 0-11    |
| CFR Cluj           | 7-3    | Vėtra              | 3-2    | 4-1     |
| Karvan             | 1-4    | Lech Poznań        | 1-2    | 0-2     |
| Rànger's           | 1-6    | Sturm Graz         | 1-1    | 0-5     |
| Žalgiris           | 2-0    | Lisburn Distillery | 1-0    | 1-0     |
| Smederevo          | 1-3    | Pobeda             | 0-1    | 1-2     |
| Neman Grodno       | 0-1    | Tescoma Zlín       | 0-1    | 0-0     |
| Lombard Pápa       | 3-1    | WIT Georgia        | 2-1    | 1-0     |
| Inter Turku        | 4-0    | ÍA Akraness        | 0-0    | 4-0     |
| Bangor City        | 1-4    | Dinaburg           | 1-2    | 0-2     |

## Secondo turno
Andata 2 e 3 luglio, ritorno 9 e 10 luglio.
| Squadra 1           | Totale | Squadra 2          | Andata | Ritorno       |
| ------------------- | ------ | ------------------ | ------ | ------------- |
| Deportivo La Coruña | 4-2    | Budućnost          | 3-0    | 1-2           |
| Wolfsburg           | 5-3    | Sturm Graz         | 2-2    | 3-1           |
| CFR Cluj            | 1-1    | Athletic Bilbao    | 1-0    | 0-1 (5-3 dcr) |
| Sigma Olomouc       | 1-0    | Pogoń Stettino     | 1-0    | 0-0           |
| Ankaraspor          | 1-4    | ZTS Dubnica        | 0-4    | 1-0           |
| Slaven Belupo       | 4-2    | Gloria Bistrița    | 3-2    | 1-0           |
| Varteks Varaždin    | 6-5    | Inter Turku        | 4-3    | 2-2           |
| Gent                | 1-0    | Tescoma Zlín       | 1-0    | 0-0           |
| Amburgo             | 8-2    | Pobeda             | 4-1    | 4-1           |
| Slovan Liberec      | 7-2    | Beitar Gerusalemme | 5-1    | 2-1           |
| Saint-Étienne       | 3-2    | Neuchâtel Xamax    | 1-1    | 2-1           |
| Lokeren             | 2-6    | Young Boys         | 1-4    | 1-2           |
| Tampere Utd         | 1-0    | Charleroi          | 1-0    | 0-0           |
| Lombard Pápa        | 2-4    | IFK Göteborg       | 2-3    | 0-1           |
| Žalgiris            | 3-2    | Dinaburg           | 2-0    | 1-2           |
| Lens                | 3-1    | Lech Poznań        | 2-1    | 1-0           |

## Terzo turno
Andata 16 e 17 luglio, ritorno 23 e 24 luglio.
| Squadra 1           | Totale    | Squadra 2           | Andata | Ritorno |
| ------------------- | --------- | ------------------- | ------ | ------- |
| Young Boys          | 3-5       | Olympique Marsiglia | 2-3    | 1-2     |
| União Leiria        | 0-3       | Amburgo             | 0-1    | 0-2     |
| Egaleo              | 4-5       | Žalgiris            | 1-3    | 3-2     |
| Borussia Dortmund   | 1-1 (gfc) | Sigma Olomouc       | 1-1    | 0-0     |
| Roda JC             | 1-1 (gfc) | Slovan Liberec      | 0-0    | 1-1     |
| Deportivo La Coruña | 4-0       | Slaven Belupo       | 1-0    | 3-0     |
| Varteks Varaždin    | 2-5       | Lens                | 1-1    | 1-4     |
| Lazio               | 4-1       | Tampere Utd         | 3-0    | 1-1     |
| IFK Göteborg        | 0-4       | Wolfsburg           | 0-2    | 0-2     |
| Gent                | 0-2       | Valencia            | 0-0    | 0-2     |
| ZTS Dubnica         | 1-5       | Newcastle Utd       | 1-3    | 0-2     |
| CFR Cluj            | 3-3 (gfc) | Saint-Étienne       | 1-1    | 2-2     |

## Semifinali
Andata 27 luglio, ritorno 3 agosto.
| Squadra 1           | Totale | Squadra 2           | Andata | Ritorno |
| ------------------- | ------ | ------------------- | ------ | ------- |
| Deportivo La Coruña | 4-2    | Newcastle Utd       | 2-1    | 2-1     |
| Wolfsburg           | 0-4    | Lens                | 0-0    | 0-4     |
| Lazio               | 1-4    | Olympique Marsiglia | 1-1    | 0-3     |
| Žalgiris            | 2-7    | CFR Cluj            | 1-2    | 1-5     |
| Valencia            | 4-0    | Roda JC             | 4-0    | 0-0     |
| Sigma Olomouc       | 0-4    | Amburgo             | 0-1    | 0-3     |

## Finali
Andata 9 agosto, ritorno 23 agosto.
| Squadra 1           | Totale | Squadra 2           | Andata | Ritorno |
| ------------------- | ------ | ------------------- | ------ | ------- |
| Amburgo             | 1-0    | Valencia            | 1-0    | 0-0     |
| CFR Cluj            | 2-4    | Lens                | 1-1    | 1-3     |
| Deportivo La Coruña | 3-5    | Olympique Marsiglia | 2-0    | 1-5     |